# Las hijas de la señora García
Las hijas de la señora García es una telenovela mexicana producida por José Alberto Castro para TelevisaUnivision, en el 2024. La telenovela está basada en la serie de televisión turca de 2017 creada por Sırma Yanık, Fazilet Hanım ve Kızları, siendo desarrollado por José Alberto Castro y Vanesa Varela. Se estrenó a través de Las Estrellas el 11 de noviembre de 2024 en sustitución de El precio de amarte, y finalizó el 2 de marzo de 2025 siendo reemplazada por El gallo de oro.
Está protagonizada por María Sorté, Guillermo García Cantú, Ela Velden, Oka Giner, Brandon Peniche, Juan Diego Covarrubias y Emmanuel Palomares, junto a un reparto coral.

## Trama
Ofelia García (María Sorté) es una mujer que sueña con lujos y riquezas, y para cumplir sus sueños utiliza a su hija menor Mar (Ela Velden). La lleva a los procesos de selección para que pueda volverse famosa y, aunque Mar es una mujer hermosa, no ha podido llegar a ningún lado. En cambio, Valeria (Oka Giner), la hija mayor de la señora García, es una mujer con una belleza natural pero oculta, que se ocupa de su familia. Para ella no queda más remedio que trabajar duro, lo que la hace chocar mucho con su madre, pues le recuerda mucho a su difunto esposo.
Arturo Portilla (Brandon Peniche), hijo de una de las familias textileras más importantes del país, anuncia que habrá una búsqueda para encontrar a la mujer que será la próxima imagen de su línea de ropa deportiva y Ofelia ve esto como la oportunidad perfecta para cambiar su vida y que ella y sus hijas puedan dejar atrás la pobreza. Mientras tanto, la familia Portilla atraviesa uno de los peores momentos de su vida, con la muerte de Cecilia (Laura Flores), la matriarca de la familia. Leonardo (Juan Diego Covarrubias) es el hijo mayor, pero todos saben que Paula (Geraldine Bazán), su esposa, está con él por interés. Arturo es un mujeriego empedernido. Nicolás (Emmanuel Palomares) es el más responsable de todos ellos y la menor es Camila (Macarena Miguel), quien nunca ha querido trabajar en la empresa.
Los destinos de las dos familias se unen cuando Ofelia ocupa el puesto de ama de llaves en la mansión de los Portilla y decide llevarse a Mar con ella, con la intención de presentarla a la familia, ya que está decidida a que Mar sea la imagen de la nueva línea de ropa. Al mismo tiempo, la personalidad ruda de Valeria, quien conoce a Arturo en el gimnasio donde ella trabaja, cambia la forma de ser de Arturo y con el paso del tiempo, este se enamora de ella, sin imaginar que Nicolás también encuentra el amor en Valeria, quien captura su corazón por su forma de ser. Para colmo, Luis Portilla (Guillermo García Cantú), conmovido por la dulzura de Mar, decide protegerla cuando más vulnerable está y para sorpresa de todos, toma una decisión que cambia la vida de las dos familias, sin imaginar las complicaciones que desatará.

## Reparto
Una lista oficial del reparto confirmado se publicó el 2 de agosto de 2024, a través de la página web oficial de la sala de prensa de TelevisaUnivision.

### Principales
- María Sorté como Ofelia García
- Guillermo García Cantú como Luis Portilla
- Ela Velden como Mar García
- Oka Giner como Valeria García
- Brandon Peniche como Arturo Portilla
- Juan Diego Covarrubias como Leonardo Portilla
- Emmanuel Palomares como Nicolás Portilla
- Monica Dionne como Graciela Portilla
- Geraldine Bazán como Paula Escalante
- Álex Perea como Juan Chávez
- Luis Gatica como Jacinto Chávez
- Roxana Castellanos como Susana Guzmán
- Macarena Miguel como Camila Portilla
- Alejandra Jurado como Amparo
- Claudia Bouza como Priscila Góngora
- Nuria Bages como Rocío Lara

### Recurrentes e invitados especiales
- Laura Flores como Cecilia Borbón
- Arlette Pacheco como Gloria González
- Yadhira Carrillo como Carolina Guillén[9]

## Episodios
| N.º | Título                                      | Fecha de emisión original | Audiencia (millones) |
| --- | ------------------------------------------- | ------------------------- | -------------------- |
| 1   | «La pobreza acabó con mi belleza»           | 11 de noviembre de 2024   | 2.09                 |
| 2   | «Tu belleza nos va a cambiar la vida»       | 12 de noviembre de 2024   | 2.23                 |
| 3   | «Bienvenida a su nueva casa, Señora García» | 13 de noviembre de 2024   | 2.23                 |
| 4   | «Entre ricos hay mucha envidia»             | 14 de noviembre de 2024   | 2.45                 |
| 5   | «Lo que sientes no se cura»                 | 15 de noviembre de 2024   | —                    |

Nota
1. ↑  Este episodio se pre-estrenó el 8 de noviembre de 2024 a través de Vix, la página, app y redes sociales oficiales —incluido el canal de Youtube y cuenta oficial de Facebook— de Las Estrellas.[10]

## Producción

### Desarrollo
En mayo de 2024, se reportó que José Alberto Castro inició la preproducción de su siguiente telenovela, teniendo como título provisional Señora. En julio de 2024, se anunció que la telenovela será una versión mexicana de Fazilet Hanım ve Kızları, serie de televisión turca de 2017. La producción de la telenovela inició rodaje el 5 de agosto de 2024, teniendo como título oficial Las hijas de la señora García.

### Selección de reparto
El 3 de julio de 2024, María Sorté fue anunciada como la protagonista, además de Juan Diego Covarrubias como miembro del reparto principal. Una semana después, Oka Giner, Ela Velden, Brandon Peniche, Álex Perea, Emmanuel Palomares, Guillermo García Cantú y Geraldine Bazán, fueron elegidos como parte del reparto principal. El resto del reparto fueron anunciados el 5 de agosto de 2024.

## Audiencias
| Temporada | Horario (CT)                     | Episodios | Primera emisión         | Primera emisión      | Última emisión     | Última emisión       | Prom. de espectadores (millones) |
| Temporada | Horario (CT)                     | Episodios | Fecha                   | Audiencia (millones) | Fecha              | Audiencia (millones) | Prom. de espectadores (millones) |
| --------- | -------------------------------- | --------- | ----------------------- | -------------------- | ------------------ | -------------------- | -------------------------------- |
| 1         | Lunes a viernes 21:30 - 22:30 h. | 81        | 11 de noviembre de 2024 | 2.09                 | 2 de marzo de 2025 | 6.74                 | 2.25                             |